# Beastmaster 2: Through the Portal of Time
Beastmaster 2: Through the Portal of Time (en España, El señor de las bestias 2. La puerta del tiempo; en Hispanoamérica, El señor de las bestias 2) es la secuela del film The Beastmaster de 1982. Marc Singer repite su papel de Dar, un bárbaro de otra dimensión que viaja a Los Ángeles en los años 1990. En esta ocasión, se hace amigo de una joven, Jackie Trent, interpretada por Kari Wuhrer. Dar debe evitar que su malvado hermano, interpretado por Wings Hauser, traiga una bomba de neutrones.

## Trama
Dar, el Señor de las Bestias, se entera de que tiene un medio hermano malvado llamado Arklon que planea conquistar la tierra con la ayuda de una hechicera llamada Lyranna. Ambos escapan al actual Los Ángeles a través de un portal dimensional. Dar y sus compañeros animales –Ruh, Kodo, Podo y Sharak– deben seguirlos a través del portal y evitar que obtengan una bomba de neutrones. Durante su visita, Dar conoce a una chica rica llamada Jackie Trent y se hacen amigos.

## Reparto
- Marc Singer como Dar
- Kari Wührer como Jackie Trent
- Sarah Douglas como Lyranna
- Wings Hauser como Arklon
- James Avery como el teniente Coberly
- Robert Fieldsteel como Bendowski
- Arthur Malet como Wendel
- Robert Z'Dar como Zavic

## Producción
Jim Wynorski era el encargado de escribir y dirigir la película, por lo que, mano a mano con RJ Robertson, le presentó un primer tratamiento del guion al productor Sylvio Tabet. Wynorski dijo más tarde:
«Le escribimos un guion muy bueno, pero luego, en el último momento, saca un conejo de la chistera y dice que él mismo se está encargando de la película. Y luego, para más inri, lo remata amenazándonos con quitar nuestros créditos de la cinta. Llevé al bastardo directamente a juicio. Contrató a grandes abogados para retrasar el pago de las cuotas finales del guion. Lo odiaba con todo mi corazón. Pero me reí el último cuando Republic Pictures retomó el programa. Querían una imagen totalmente libre de enredos legales. Entonces vinieron a mí para hacer un trato y los sostuve pero bien. Limpiado. Todavía recuerdo la cara de dolor de Tabet cuando le dije lo que haría falta para que me despidiera. ¡Incluso mi propio abogado se quejó!» 
Los lugares de rodaje incluyen Glen Canyon y Antelope Canyon . Partes de la película también se rodaron en Los Ángeles y Canoga Park, California, así como en el Gran Cañón de Arizona . El director y coguionista Sylvio Tabet fue productor de la película original. La novela de Andre Norton The Beast Master fue acreditada como inspiración. Después de leer el guion de la primera película, a Norton le quitaron el crédito, pero su agente la convenció de que lo permitiera para la secuela.

## Recaudación
Beastmaster 2 tuvo un lanzamiento limitado en los Estados Unidos, donde recaudó entre $773,490 y $869,325.  

## Recepción
Rotten Tomatoes, un agregador de reseñas, informa que el 17% de los seis críticos encuestados dieron a la película una reseña positiva; la calificación promedio es 3/10. Kevin Thomas de Los Angeles Times lo llamó "una secuela tonta y desacertada", que no es divertida a pesar de la "presencia agradable" de Singer. Roger Hurlburt de Sun-Sentinel escribió que la película es lo suficientemente irónica como para que el público perdone su frivolidad. Hurlburt también elogió la actuación de Douglas. Chris Hicks de Deseret News escribió que la película no es lo suficientemente inteligente o divertida como para superar su tontería. TV Guide, al calificarlo con 2/4 estrellas, escribió: "La sátira en Beastmaster 2 apenas abre nuevos caminos, pero es un tónico que hace que los minutos pasen más o menos agradablemente". Al igual que Beastmaster, se transmitió regularmente en las estaciones de televisión por cable estadounidenses TBS y TNT .